# Linnaeusstraat 2C (Amsterdam)
Linnaeusstraat 2C te Amsterdam is een gebouw aan de Linnaeusstraat, Amsterdam-Oost.
De Linnaeusstraat begint aan de Mauritskade met een rotonde. Op de zuidwestelijke hoek huist het klassiek aandoende hoofdgebouw van het Koninklijk Instituut voor de Tropen (KIT). Direct daarnaast op nummer 2c staat sinds 1967 een daarmee contrasterend gebouw ontworpen door ingenieur Tjeerd Dijkstra (geboren 1931) van Verster, Dijkstra en Cannegieter. Het is een tien verdiepingen hoge torenflat, die oorspronkelijk diende tot huisvesting van buitenlandse gasten van het KIT (Internationaal Centrum). Rond een centrale kern lagen per etage zes een- en twee tweepersoonskamers. Het gebouw verrijst uit een voet van één bouwlaag, waarin centrale voorzieningen zijn ondergracht naar een hoogte van negenendertig meter. Die lage bouwlaag was nodig om een geleidelijke overgang te verkrijgen met het Oosterpark dat het gebouw deels omringt. Het meest in het oog springende aan het gebouw is de afsluiting van het gebouw. Rondom het dakterras is een metershoge rand van cortenstaal aangebracht; een van de eerste keren dat dat materiaal in de architectuur werd gebruikt. De bouwkosten bedroegen rond de 4,5 miljoen gulden. De eerste paal ging in maart 1966 de grond in. De officiële opening vond plaats op 6 november 1967 door minister Bé Udink, nadat het gebouw ongeveer een maand eerder in gebruik was genomen.
Het gebouw werd later in gebruik genomen als filiaal (Amsterdam Tropen Hotel) binnen de NH Hotel Group. 
Het gebouw werd in 2008 door de dienst Bureau Monumenten & Archeologie onder bestuur van wethouder Tjeerd Herrema geplaatst op de lijst van Top-100 van de naoorlogse bouwkunst. Het bestuur van Stadsdeel-Oost vond het gebouw vijf jaar later echter niet uniek genoeg om een status van gemeentelijk monument of rijksmonument te verlenen. 

## Toekomst
Het werd vanaf 2015 weer gemanaged, uitgebaat als onderdeel van de campus van het KIT, door het KIT zelf. In de periode 2022 tot en maart 2024 wordt het gebouw verbouwd onder leiding van architect Wiel Arets. Die was net klaar met de bouw van Tommaso Albinonistraat 200-204, alwaar een hotel van het Van der Valkconcern was gebouwd. Daartoe wordt het “oude KIT-gebouw” geheel gestript en opnieuw ingericht met nieuwe gevel. Het gebouw krijgt een “kristallijne huid” aldus Arets. Uitgangspunt was een gebouw dat klaar is voor de toekomst, dat wil zeggen gasloos; in plaats waarvan wordt het aangesloten op Koude-warmteopslag van het KIT.

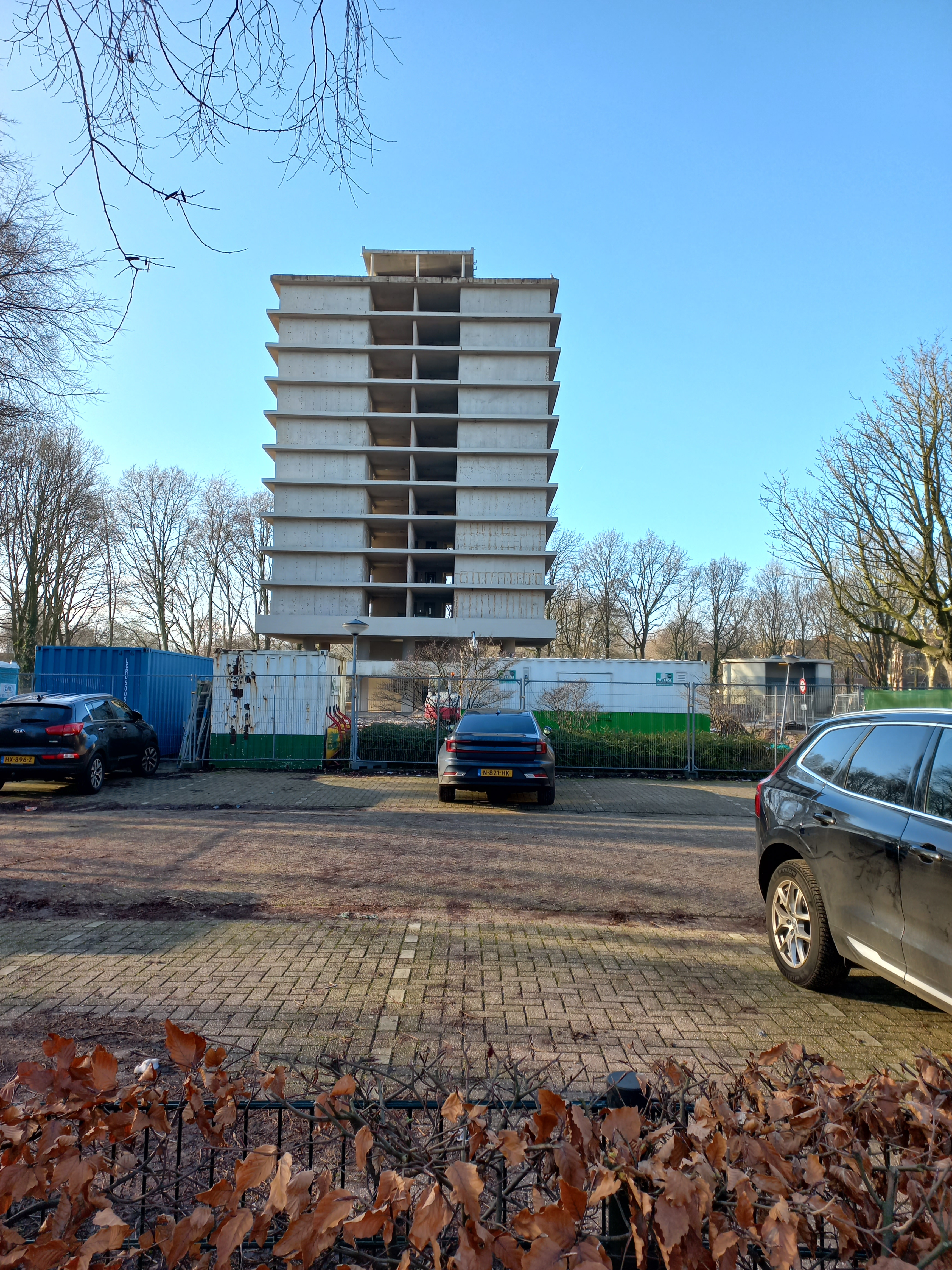
Gebouw in januari 2023